# Party game (gioco da tavolo)
I party game sono giochi da tavolo che incoraggiano l'interazione sociale. Generalmente hanno regole facili, una preparazione veloce e durata contenuta; spesso sono basati sulle abilità dei partecipanti, tipo colpo d'occhio, intuizione, pensiero laterale, capacità di inventare storie, capacità di bluff, la fortuna è generalmente presente e possono essere giocati da gruppi di persone abbastanza grandi.
Sono generalmente giochi da giocare con spirito più da divertimento, per l'atmosfera, che non in maniera competitiva, anche perché molti di essi se giocati in maniera competitiva tendono a "rompersi", per esempio in Trivial Pursuit memorizzando tutte le possibili domande. Un esempio di questo comportamento, che rovina il gioco, è nel film Aprile di Nanni Moretti, dove il protagonista in una scena in cui stanno giocando a Taboo continua a interrompere l'amico che sta cercando di far indovinare "marmitta catalitica", ricordandogli di continuo il passare del tempo, fermandogli la mano e accusandolo di mimare l'oggetto, fino allo scadere del tempo.
Il primo e più famoso gioco di questo tipo è probabilmente il Trivial Pursuit, altri giochi di questo tipo sono Taboo, Pictionary e Indomimando.